# Bujica
Bujica je politička razgovorna emisija urednika i voditelja Velimira Bujanca. Teme diktiraju dnevni društveno-politički događaji i aktualnosti.

## Osnovni podatci
Emisija se emitira tri puta tjedno: ponedjeljkom, srijedom i petkom u 20:05 sati. Autor, urednik i voditelj emisije je Velimir Bujanec. 
Emisiju Bujicu uživo emitira Z1 Televizija i Slavonska televizija te ostale partnerske televizije: TV Jadran ponedjeljkom u 20:05 sati. U snimci emisiju emitiraju: Televizija Šibenik utorkom, četvrtkom i subotom u 21:00 sat, Posavska TV utorkom, četvrtkom i subotom u 20:00 sati.
U emisiji se s gostom raspravlja o raznim aktualnim političkim, povijesnim, kulturnim, znanstvenim i športskim temama s relevantnim gostima. 
Početkom veljače 2021. godine Velimir Bujanec predstavio je novu glazbu, špicu i studio Bujice. 
TV Jadran prestao je emitirati Bujicu tri puta tjedno 2018. godine nakon gostovanja Igora Štimca što je izazvalo negodovanje u Dalmaciji. 
Od početka korona pandemije emisija Bujica jedina je ugoščavala znanstvenike i stručnjake koji imaju drugačije stavove i razmišljanja od medija glavne struje. 

## Prijepori
Zbog Bujice od 5. studenog 2018., Vijeće za elektroničke medije odlučilo je na 24 sata oduzeti koncesija nakladnicima televizija koji su emitiralu spornu emisiju. Prema službenom priopćenju vijeća, navedena odluka je donesena jer su spomenuti nakladnici prekršili Zakon o elektroničkim medijima, članak 12., stavak 2. koji definira govor mržnje".

## Vanjske poveznice
- Službene stranice (Z1 televizija)
- Službeni Youtube kanal emisije Bujica
- Službena Facebook stranica emisije Bujica
- Bujica[neaktivna poveznica] u mrežnom izdanju Leksikona radija i televizije